# George Jones (homme politique)
Pour les articles homonymes, voir George Jones (homonymie) et Jones.
Gerogs Jones, né le 25 février 1776 à Savannah et mort le 13 novembre 1838 dans la même ville, est un homme politique américain de la Géorgie.

## Biographie
Il étudie la médecine, la pratiquée pendant quelques années et est sénateur. Il participe également à la guerre d'indépendance des États-Unis. Jones est capturé par l'armée britannique et est fait prisonnier de guerre et, pendant les années 1780 et 1781, il est emprisonné sur un navire anglais. Plus tard, il devient membre de la Chambre des représentants des États-Unis et du Sénat de la Géorgie. Pendant la guerre anglo-américaine de 1812, il sert en tant que capitaine d'une compagnie des réserves de Savannah.

## Référence
- (en) Cet article est partiellement ou en totalité issu de l’article de Wikipédia en anglais intitulé « George Jones (U.S. Senator) » (voir la liste des auteurs).